# Mária Nováková
Mária Nováková (nepřechýleně Mária Novák; 6. srpna 1939 Budapešť – 28. prosince 2023) byla maďarská fotografka.

## Studium
V letech 1956-1958 absolvovala odbornou fotografickou školu v Egeru. V roce 1965 získala titul mistr řemesla. Své profesní zkušenosti získala v družstvu fotografů Egri. Jejím mistrem byl Jenő Kottner, který rozpoznal její talent a umožnil jí učit se od největších uměleckých fotografů té doby. Tak v dílně skončili Angelo a Márton Sipálovi. Její talent ocenili i mistři.

## Dílo
Během svých aktivních let působila v Egeru. Její umělecké vize dokazují profesionální úspěchy na národních a mezinárodních výstavách fotografií a oceňované portrétní fotografie. Později se účastnila porot mnoha výstav fotografií. Od roku 1985 pracovala v ateliéru Fuji Photo Center až do svého odchodu do důchodu.

## Stálá expozice
Stálá expozice děl autorky je k vidění v hotelu Flóra v Egeru od 11. října 2012.

## Ceny a ocenění
- Fotografická cena Fotóművészeti Nívódíj kitüntetés (2008)
- Ocenění A múltban gyökerezik a jövőnk kitüntetés (2011)

## Galerie

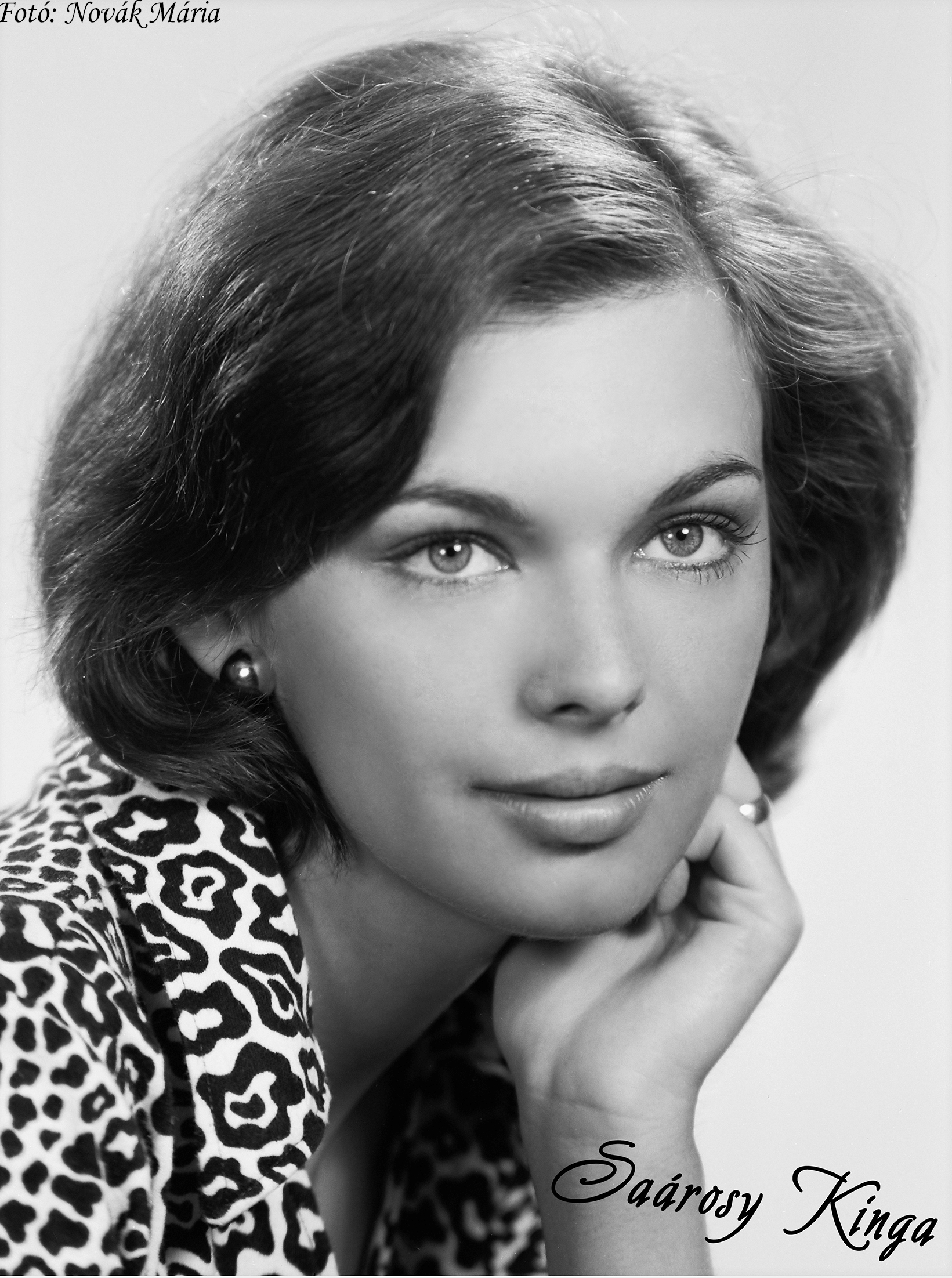
Saárossy Kinga
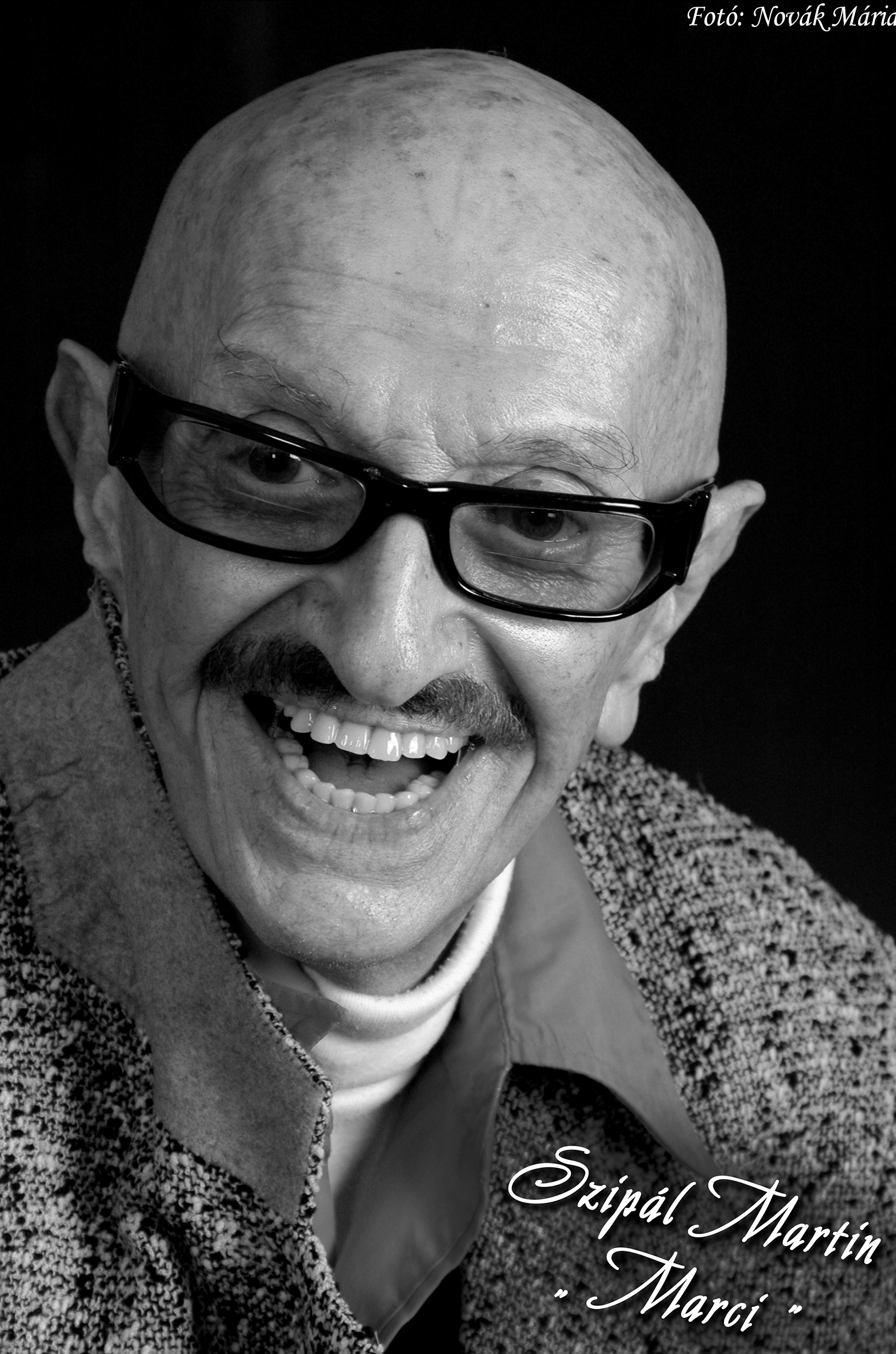
Szipál Martin
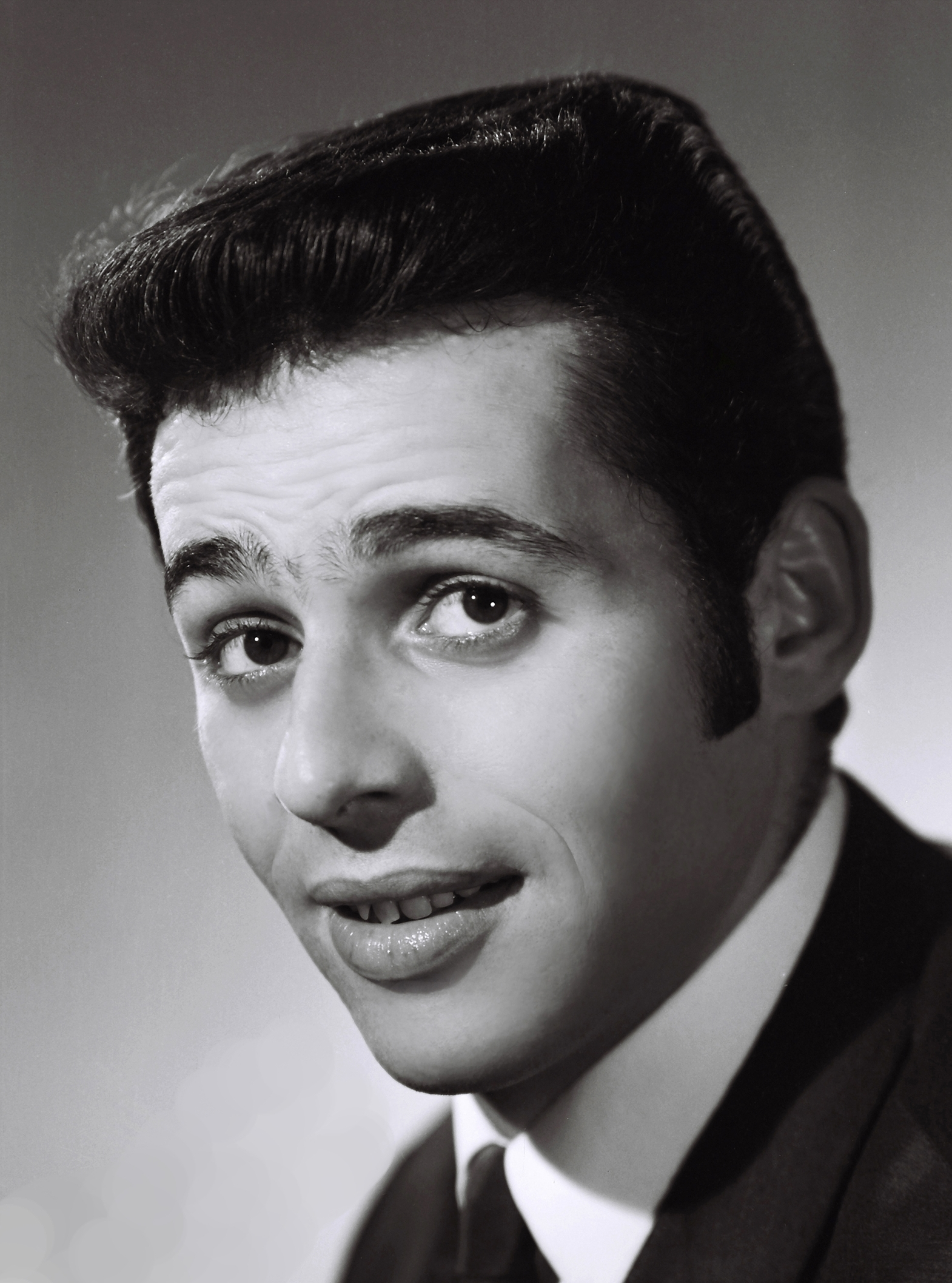
Szécsi Pál
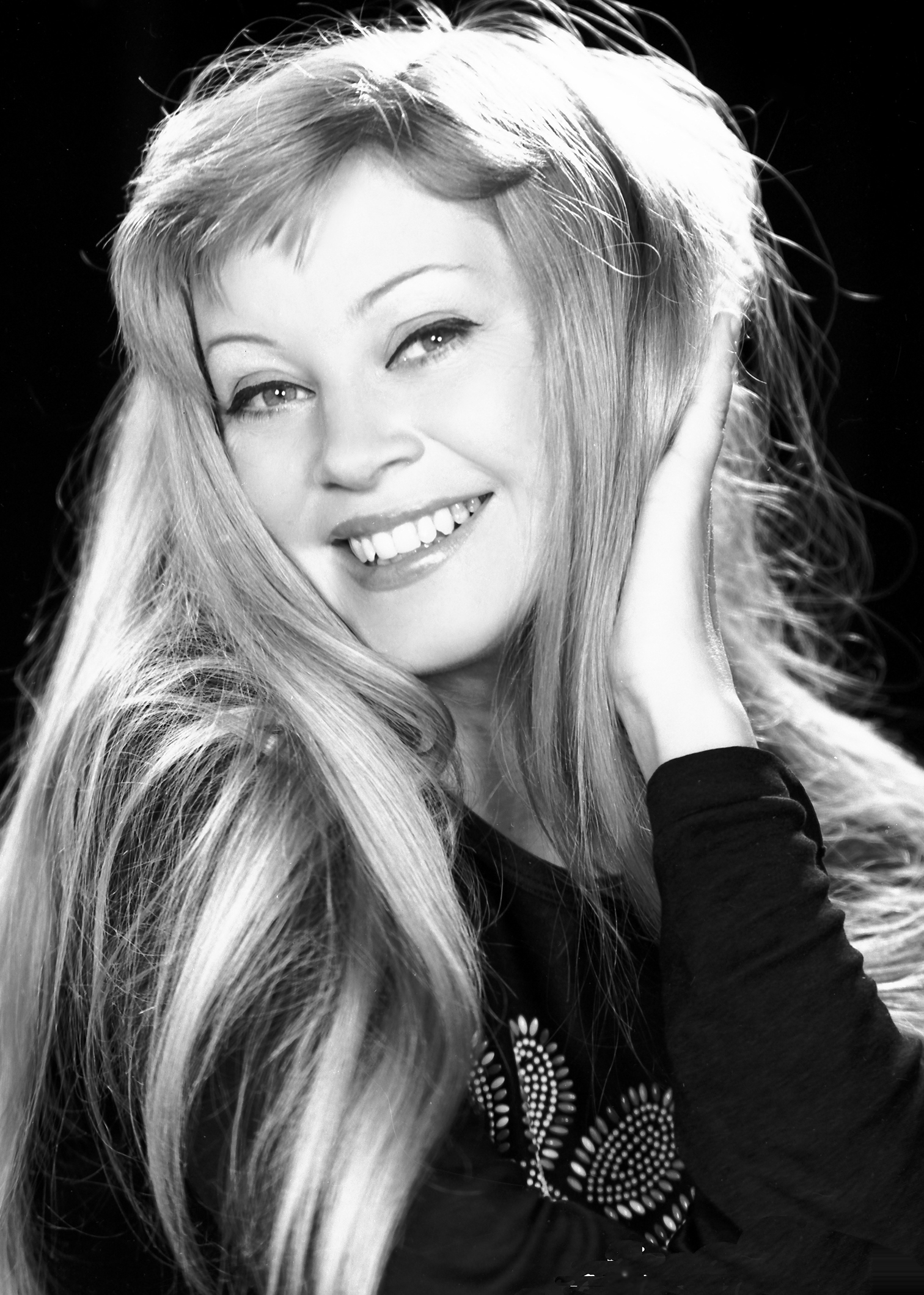
Széles Anna
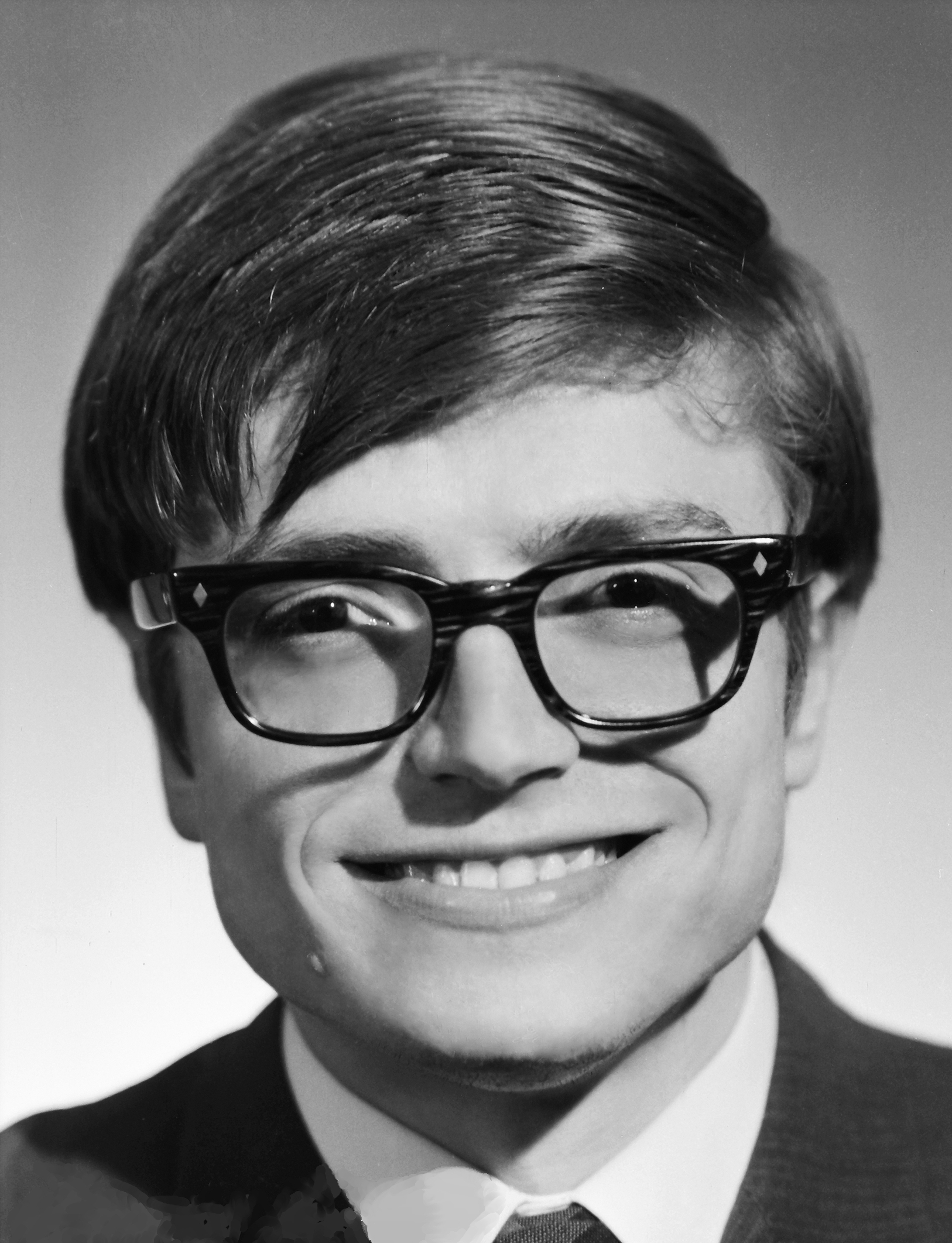
Szörényi Levente
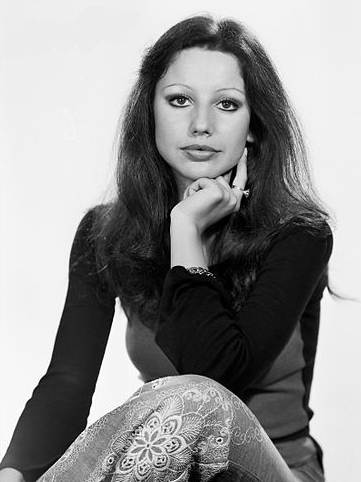
Szűcs Judit
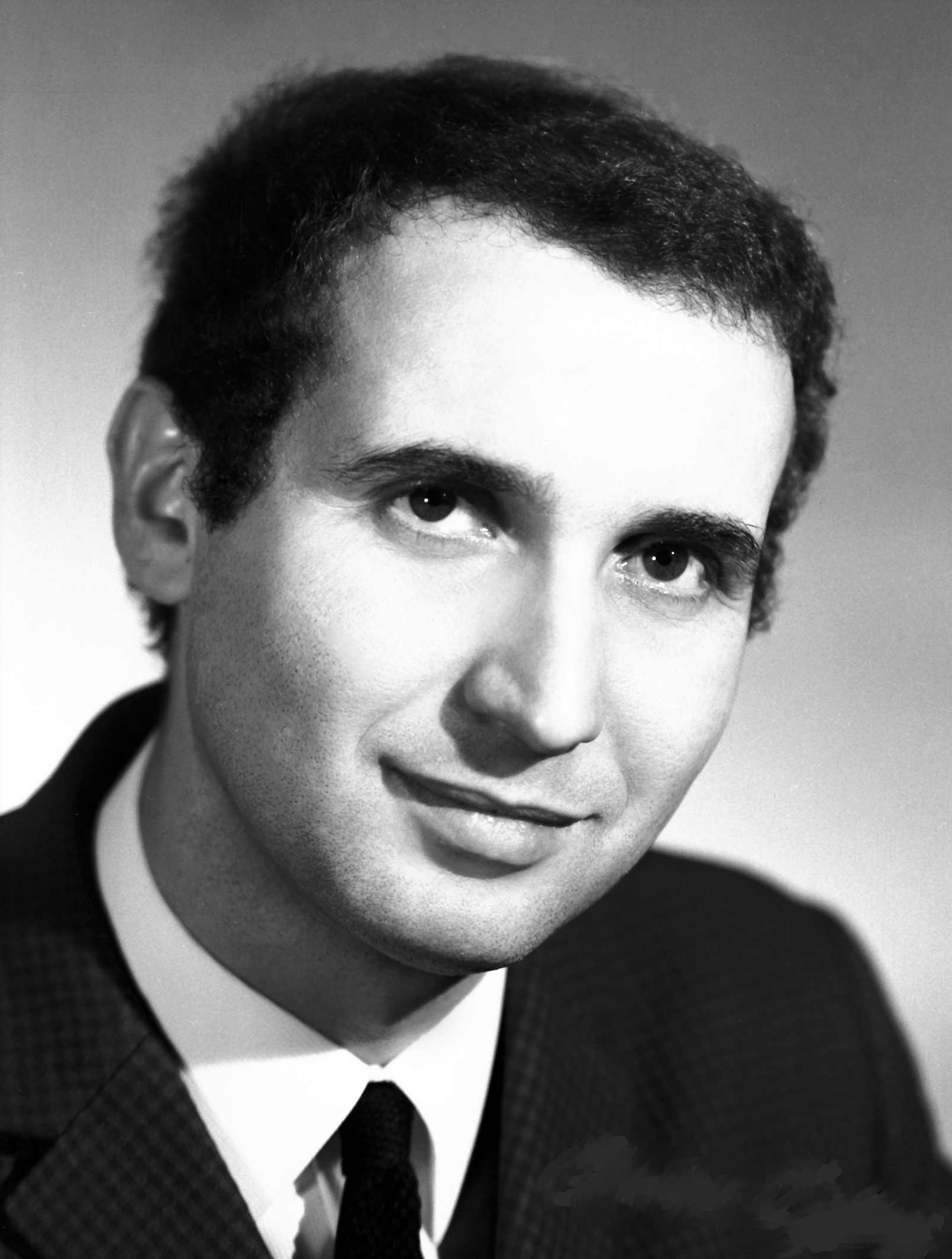
Sándor György
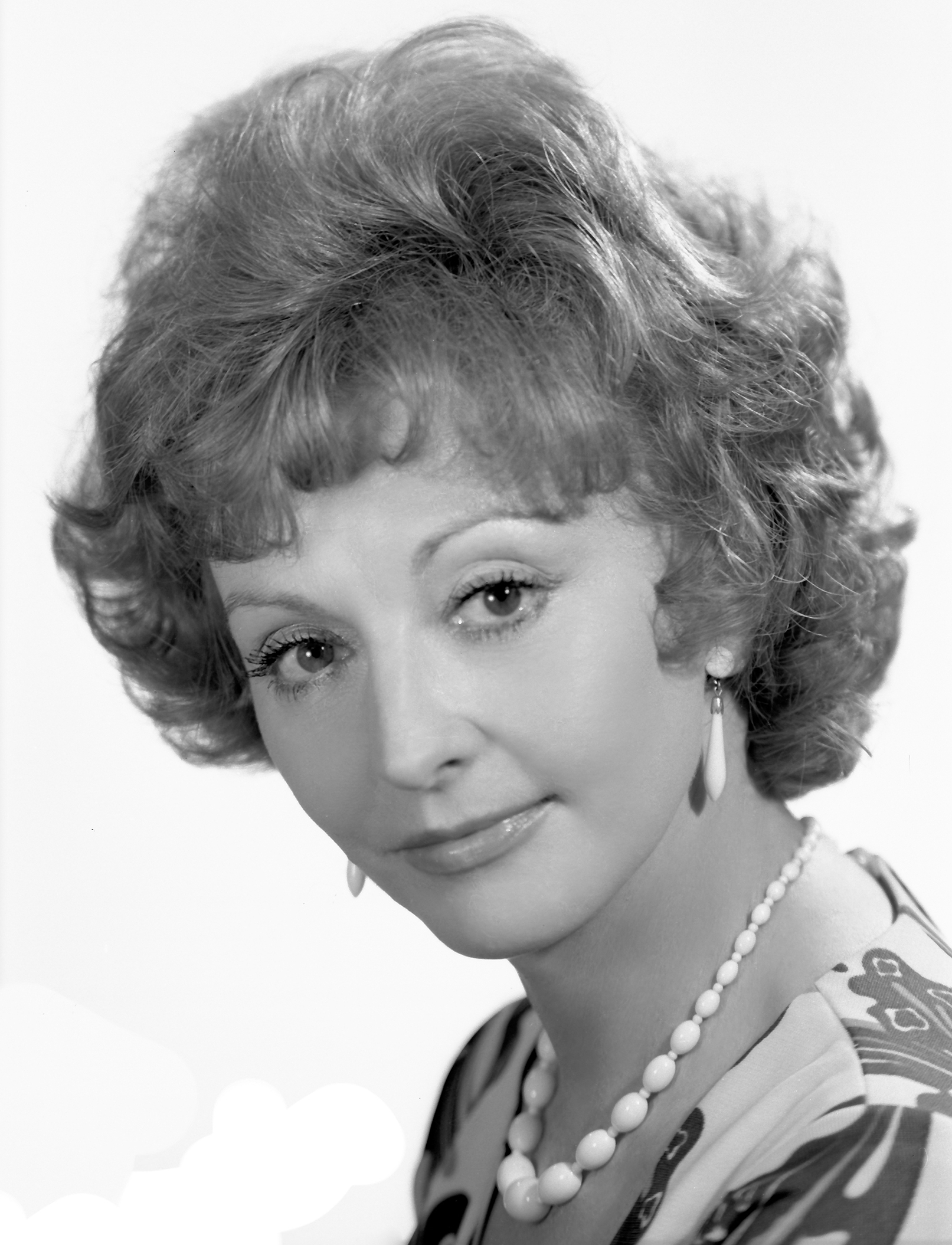
Sárosi Katalin
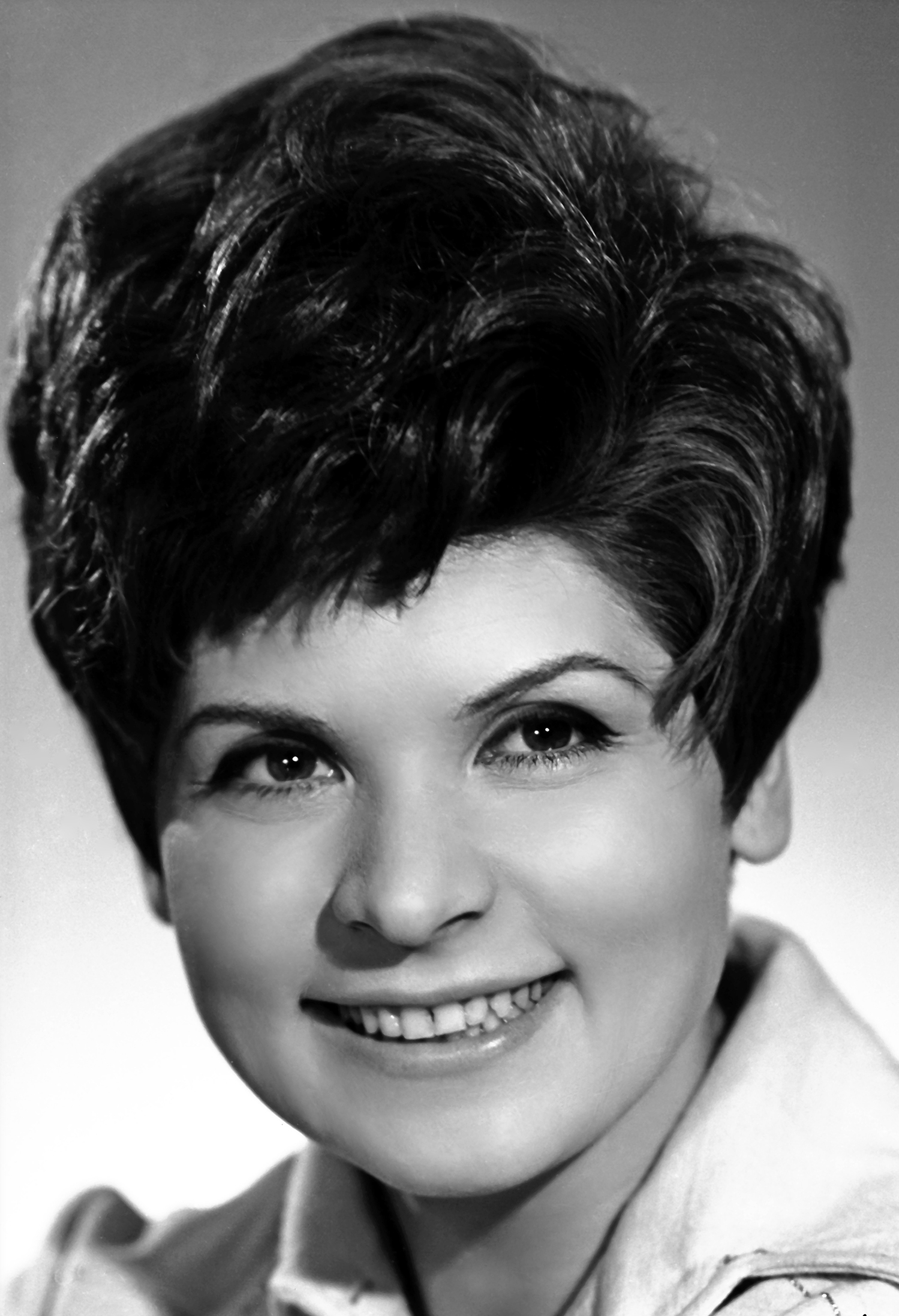
Tamási Eszter
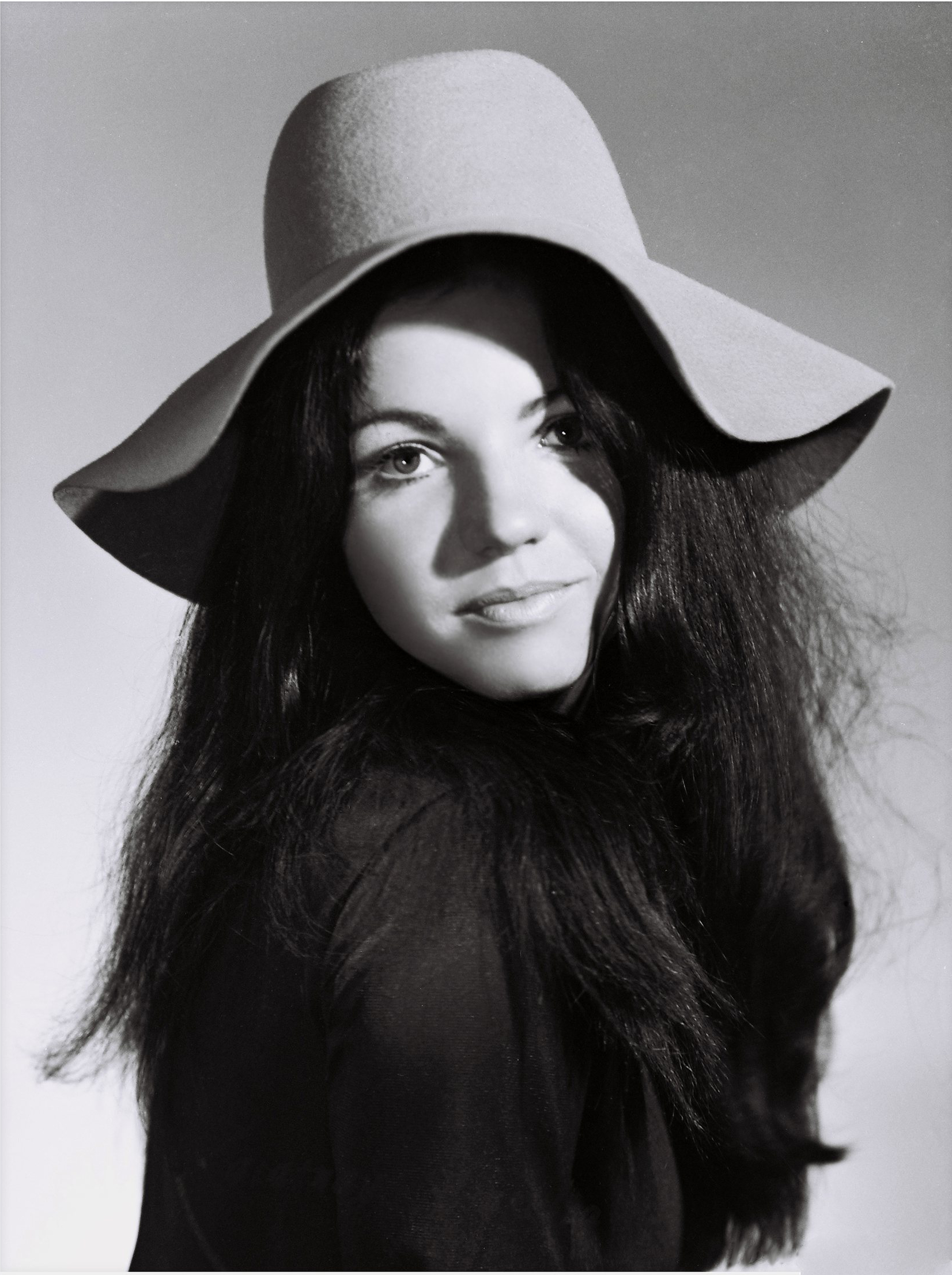
Zalatnay Sarolta